# Hans-Joachim Truppel

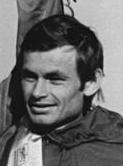
Hans-Joachim Truppel am 3. Mai 1980 in Karl-Marx-Stadt, wo er beim 13. Internationalen Marathonlauf die Bronzemedaille gewann

Hans-Joachim Truppel (* 24. März 1951 in Kamsdorf) ist ein ehemaliger deutscher Marathonläufer, der für die DDR startete.
Bereits als 19-Jähriger siegte er 1970 bei der DDR-Meisterschaft im Marathon in 2:20:16 h. Im Jahr darauf verbesserte er sich als Zweiter des Marathons in Karl-Marx-Stadt auf 2:17:37 h. 1973 gewann er den Dębno-Marathon in 2:16:08 h und setzte sich bei der DDR-Meisterschaft gegen den Favoriten Eckhard Lesse durch. 
1974 wurde er Dritter der DDR-Meisterschaft, Zweiter beim Košice-Marathon und Neunter beim Fukuoka-Marathon. In der darauffolgenden Saison errang er seinen dritten nationalen Titel im Marathon und verbesserte sich als Neunter in Fukuoka auf 2:13:17 h.
Beim DDR-Ausscheidungskampf für die Olympischen Spiele 1976 in Montreal wurde er in 2:13:44 h Zweiter hinter dem späteren Olympiasieger Waldemar Cierpinski, der als einziger Athlet für den Marathon nominiert wurde.
1978 wurde er hinter Cierpinski Zweiter bei der DDR-Meisterschaft und kam bei den Leichtathletik-Europameisterschaften in Prag auf den siebten Platz in 2:12:41 h.
1979 wurde er zum vierten Mal DDR-Meister im Marathon und belegte bei einem Länderkampf zwischen der DDR, der Sowjetunion, Polen und dem Vereinigten Königreich in Karl-Marx-Stadt den zweiten Platz hinter Cierpinski.
1980 lief er als Dritter beim Marathon von Karl-Marx-Stadt mit 2:11:56 h seine persönliche Bestzeit. Als zweitbester DDR-Starter in diesem internationalen Rennen wurde er für die Olympischen Spiele in Moskau nominiert, bei denen er Elfter in 2:14:55 h wurde.
1981 kam er bei der Premiere des Europacup-Marathons auf den 25. Platz und gewann den Košice-Marathon, 1982 siegte er beim Marathon von Karl-Marx-Stadt in 2:15:48 h, und 1983 wurde er Achter beim Tokyo International Men’s Marathon in 2:12:41 h. Beim Europacup-Marathon 1983 belegte er Rang 14 und gewann mit dem DDR-Team die Mannschaftswertung, und bei den Leichtathletik-Weltmeisterschaften in Helsinki kam er auf den 20. Platz.
Hans-Joachim Truppel ist von Beruf Betonbauer und startete für den SC Motor Jena.

## Persönliche Bestzeiten
- 5000 m: 13:50,2 min, 29. Juli 1979, Potsdam
- 10.000 m: 28:34,0 min, 1. Juni 1977, Potsdam
- Marathon: 2:11:56 h, 3. Mai 1980, Karl-Marx-Stadt (Chemnitz)